# 格拉斯霍珀鎮區 (堪薩斯州艾奇遜縣)
格拉斯霍珀鎮區（英語：Grasshopper Township）為位在美國堪薩斯州艾奇遜縣的鎮區。2010年美国人口普查中該鎮區人口有567人。

## 歷史
格拉斯霍珀鎮區於1855年設立，為艾奇遜縣最初設立的三個鎮區之一。

## 地理
格拉斯霍珀鎮區涵蓋面積170.9平方（66.0平方英里），境內擁有一座城市：馬斯科塔。

### 墓園
根據美國地質調查局的資料，此鎮區擁有3座墓園：
- 布拉什克里克墓園（Brush Creek Cemetery）
- 福里斯特格羅夫墓園（Forest Grove Cemetery）
- 惠特蘭墓園（Wheatland Cemetery）

### 溪流
通過此鎮區的溪流有：
| - 布拉什溪（Brush Creek） - 克利爾溪（Clear Creek） - 小特拉華河（Little Delaware River） - 小格拉斯霍珀溪（Little Grasshopper Creek） | - 米申溪（Mission Creek） - 奧特溪（Otter Creek） - 南溪（South Creek） |

## 人口統計
根據2010年美國人口普查，格拉斯霍珀鎮區人口有567人，人口密度為3.32人/平方公里。種族方面，98.94%為白人；0%為非裔美洲人；0.18%為美洲原住民；0.35%為亞洲人；0%為太平洋島民；0%為其他種族；另外有0.53%為兩個或以上的種族。而西班牙裔美國人或拉丁美洲人佔該鎮區人口的1.06%。

## 外部連結
- US-Counties.com
- City-Data.com （页面存档备份，存于）